# Martin Barner
Martin Barner (Villingen-Schwenningen, 19 de abril de 1921 - 31 de julho de 2020) foi um matemático alemão. Seu campo de interesse abarcava a geometria diferencial e a análise matemática.
Barner obteve um doutorado em 1950 na Universidade de Freiburg, orientado por Gerrit Bol, com a tese "Zur projektiven Differentialgeometrie der Kurvenpaare". A partir de 1957 foi Professor em Karlsruhe e a partir de 1962 em sua Alma Mater em Freiburg im Breisgau, onde tornou-se professor emérito em 1989. De 1963 a 1994 foi diretor do Instituto de Pesquisas Matemáticas de Oberwolfach, e de 1968 a 1977 foi presidente da Associação dos Matemáticos da Alemanha.
Dentre seus doutorandos constam os professores de matemática Rolf Walter (Universidade Técnica de Dortmund), Ulrich Pinkall (Universidade Técnica de Berlim) e Friedrich Flohr (Universidade de Freiburg).

## Obras
- com Friedrich Flohr: Analysis, 2 Volumes, de Gruyter, Berlim 1974, Volume 1, 5ª Edição: ISBN 3-11-016778-6 ; Volume 2, 3ª Edição: ISBN 3-11-015034-4
(Analysis I online em Google-Books: Analysis I, 5. Auflage)
- com Ulrich Graf, Flohr: Darstellende Geometrie, 12ª Edição, Heidelberg, Quelle und Meyer 1991
- Differential- und Integralrechnung, Sammlung Göschen 1963